# هنري ميلر
هنري ميلر (بالإنجليزية: Henry Valentine Miller) ولد في 26 ديسمبر سنة1891 وتوفي في 7يوليو سنة 1980 عن سن يناهز 88سنة ،هو روائي ورسام أمريكي. عرف عنه عدم رضاه عن الاتجاه الأدبي العام في الأدب الأمريكي. وبدأ تطوير نوع جديد من الرواية، عبارة عن خليط من القصة والسيرة الذاتية والنقد الاجتماعي والنظرة الفلسفية والتصوف. يجمع هنري بين نقيضين: فهو يمتلك القدرة على التعبير الواقعي ثم لا تعدم وجود أفكار خيالية في أدبه.
أكثر أعماله تميزاً هي: مدار السرطان، و مدار الجدي، وربيع أسود، وأيام هادئة في كليشي. كما كتب أيضا عن أسفاره، ومقالات في النقد والتحليل الأدبي. وقد ترجمت معظم أعماله إلى العربية. 

## مسيرته المهنية

### بروكلين (1917–1930)
تزوج ميلر أول زوجاته، بياتريس سيلفيا ويكنز، في عام 1917؛ وطلقها في 21 ديسمبر سنة 1923. أنجب منها طفلة واحدة تدعى باربارا، في عام 1919. عاش الزوجان في شقة في مبنى 244 في الشارع السادس من حي بارك سلوب، بروكلين. كان ميلر يعمل حينها لدى ويسترن يونيون، وظل يعمل لديهم إلى غاية عام 1924. وفي مارس عام 1922، أخذ ميلر عطلة لمدة ثلاثة أسابيع، وكتب فيها أولى رواياته: «أجنحة مقطوعة»؛ ولكنها لم تُنشر بتاتًا، ولم يبقَ منها سوى بضعة قصاصات. لكن ميلر أعاد استخدام بضعة أجزاء منها في أعماله اللاحقة مثل «مدار الجدي». وصفت رواية أجنحة مقطوعة حياة اثني عشر ساعيًا يعمل لدى ويسترن يونيون، ووصفها ميلر بنفسه قائلًا إنها رواية طويلة وسيئة للغاية على الأرجح.
في عام 1923، قبل أن ينفصل عن زوجته بياتريس، قابل ميلر راقصة قاعات غامضة تُدعى جون مانسفيلد (اسمها عند الولادة جولييت إديث سميرث) ووقع في حبها. كانت جون بعمر الحادية والعشرين حينئذ. دخل الاثنان في علاقة مع بعضهما، وتزوجا في 1 يونيو عام 1924. وفي عام 1924 تخلى ميلر عن وظيفته في ويسترن يونيون حتى يتفرغ للكتابة. وصف ميلر حياته في تلك الفترة بما فيها المصاعب التي واجهها حتى يكون كاتبًا، ومغامراته الجنسية، وإخفاقاته، وأصدقائه، وفلسفته في ثلاثية السيرة الذاتية الخاصة به: «الصلب الوردي».
كتب ميلر روايته الثانية («مولوخ، أو هذا العالم الوثني») في عام 1927–1928 تحت قناع رواية أخرى من تأليف زوجته جون. إذ طلب أحد معجبي جون الأثرياء منها أن تكتب له رواية في مقابل المال، وفي كل أسبوع كانت تريه صفحات الرواية التي كتبها زوجها وتتظاهر أنها هي من كتبتها. لم تُنشر تلك الرواية إلا بعد عام 1992، أي بعد 65 عامًا من وقت الكتابة، أو بعد 12 عامًا من وفاة ميلر. استوحى ميلر تلك الرواية من زواجه الأول ببياتريس، وحياته التي قضاها يعمل في مكتب ويسترن يونيون في مانهاتن السفلي. كتب ميلر رواية ثالثة في ذات الوقت تقريبًا بعنوان «ديك مجنون»، ولم تُنشر هي الأخرى إلا بعد وفاته. تحكي تلك الرواية قصة علاقة جون الوثيقة بالفنانة ماريون التي أطلقت عليها جون اسم جان كرونسكي. عاشت كرونسكي مع ميلر وجون من عام 1926 إلى عام 1927 عندما سافرت جون وكرونسكي إلى باريس معًا، تاركين ميلر خلفهما، ما أثار حفيظة ميلر بشدة. اشتبه ميلر في أنهما منخرطتان في علاقة غرامية مثلية لم ينسجم الزوجان، جون وكرونسكي، مع بعضهما أثناء إقامتهما في باريس، وبعدها ببضعة أشهر عادت جون إلى ميلر. انتحرت كرونسكي قرابة عام 1930. 

### باريس (1930–1939)
قضى ميلر بضعة أشهر في باريس مع جون في عام 1928، وتكفل فريدمان بنفقات تلك الرحلة. وفي أحد الأيام في أحد شوارع باريس، قابل ميلر كاتبًا آخر يُدعى روبرت ويليام سيرفس، وحكى عنه في سيرته الذاتية قائلًا: «سرعان ما بدأنا حديثنا الذي استحال حديثًا عن الكتب. تحدث روبرت لبرهة بشيء من الثقة، وهمّ بالسخرية من كتابات الحي اللاتيني المتكلفة ومجلته العجيبة». في عام 1930 انتقل ميلر إلى باريس دون أن يرافقه أحد. وسرعان ما شرع في كتابة كتابه التالي، مدار الجدي، وأخبر أحد أصدقائه بذلك قائلًا: «غدًا سوف أبدأ في كتابة أول كتبي في باريس: بصيغة المتكلم، ودون رقابة، ودون صيغة معينة – سحقًا لكل شيء!». لم يملك ميلر الكثير من النقود في أول عام له في باريس، ولكن حاله تبدل عندما قابل أناييز نين التي تكفلت هي وزوجها يان هوغو بجميع نفقاته خلال فترة مكوثه في باريس، بما في ذلك إيجار شقته التي كان يسكن فيها في 18 شارع فيلا سورا. وبعدها صارت أناييز عشيقته، ودفعت تكلفة طباعة أول طبعة لكتاب «مدار السرطان» في عام 1934 من نقود طبيبها النفسي أوتو رانك. كتبت أناييز عن علاقتها بميلر وزوجته جون باستفاضة في مذكراتها. نُشر أول مجلد من تلك المذكرات (الذي وقعت أحداثه في الفترة الممتدة بين 1931 و1934) في عام 1966. لاحقًا في عام 1934، طلقت جون ميلر دون حضوره وهي في مدينة مكسيكو.

## وفاته
توفي ميلر في منزله في 7 حزيران سنة 1980 عن عمر يناهز الـ88 إثر مشاكل في الدورة الدموية. تم حرق جثته وتقسيم رماده بين ابنه توني وابنته فال. وقد صرح توني أنه ينوي في نهاية المطاف أن يكون رماده مختلطاً مع رماد والده وأن ينثر في بيغ سور.

## وصلات خارجية
- هنري ميلر على موقع IMDb (الإنجليزية)
- هنري ميلر على موقع الموسوعة البريطانية (الإنجليزية)
- هنري ميلر على موقع مونزينجر (الألمانية)
- هنري ميلر على موقع ألو سيني (الفرنسية)
- هنري ميلر على موقع ميوزك برينز (الإنجليزية)
- هنري ميلر على موقع أول موفي (الإنجليزية)
- هنري ميلر على موقع قاعدة بيانات الأفلام السويدية (السويدية)
- هنري ميلر على موقع إن إن دي بي (الإنجليزية)
- هنري ميلر على موقع ديسكوغز (الإنجليزية)
- هنري ميلر على موقع قاعدة بيانات الفيلم (الإنجليزية)